# Holger Schmieding
Holger Schmieding (* 10. Januar 1958) ist ein deutscher Volkswirt und Bank-Ökonom.

## Leben
Schmieding schrieb vor seinem Studium von 1976 bis 1978 als Journalist für die Westfälischen Nachrichten in Münster. Nach einem Volkswirtschaftsstudium in München, London und Kiel promovierte er zum Thema Europäische Integration: Anbindung Mittel- und Osteuropäischer Reformstaaten an Wirtschaft und Währungen Westeuropas in Kiel und arbeitete an der Universität Kiel als Assistent des Präsidenten und dann als Leiter der Forschungsgruppe Mittel- und Osteuropa am Kieler Institut für Weltwirtschaft. Gemeinsam mit Herbert Giersch und Karl-Heinz Paqué hat er in Kiel ein Buch zur westdeutschen Wirtschaftsgeschichte seit 1948 verfasst. 1993 arbeitete er als Volkswirt beim Internationalen Währungsfonds in Washington, DC.
Später war er als Chefvolkswirt Europa für Merrill Lynch, Bank of America und dann Bank of America Merrill Lynch in Frankfurt und London tätig. Seit dem 1. Oktober 2010 ist er Chefvolkswirt bei Deutschlands ältester Privatbank, der Berenberg Bank.
Er ist häufig Gesprächspartner von Medien, seit Anfang 2010 oftmals zum Thema der Eurokrise.